# Astra 1KR
O Astra 1KR é um satélite de comunicação geoestacionário europeu construído pela empresa Lockheed Martin ele está localizado na posição orbital de 19 graus de longitude leste e é operado pela SES Astra, divisão da SES. O satélite foi baseado na plataforma A2100AXS e sua vida útil estimada é de 15 anos.

## História
A SES Astra ordenou a construção do satélite Astra 1KR em junho de 2003. O Astra 1KR proporciona distribuição de serviços de transmissões diretos aos lares em toda a Europa. O satélite foi lançado em abril de 2006 como um substituto para o Astra 1K, que não conseguiu atingir a órbita durante o seu lançamento, em 2002. O lançamento do Astra 1KR foi a primeira tentativa realizada pela SES desde o fracasso do Astra 1K.
O Astra 1KR possui uma carga útil com 32 transponders em banda Ku ativos e está localizado a 19,2 graus de longitude leste.
O satélite foi baseado na premiada plataforma A2100AXS.

## Lançamento
O satélite foi lançado com sucesso ao espaço no dia 20 de abril de 2006, às 20:27 UTC, por meio de um veiculo Atlas V, lançado a partir da Estação da Força Aérea de Cabo Canaveral na Flórida, EUA. Ele tinha uma massa de lançamento de 4.332 kg.

## Capacidade e cobertura
O Astra 1KR é equipado com 32 transponders em banda Ku para prestar serviços de telecomunicação com cobertura sobre a Europa.